# Kapoeta
Kapoeta es una localidad de Sudán del Sur. Está situada en el condado de Kapoeta del Sur al sureste del estado de Ecuatoria Oriental. La población de Kapoeta se calculaba en 2008 en aproximadamente 7.000 personas.

## Localización
La ciudad se encuentra en la orilla oriental del río Singaita. Fue fundada como posición comercial y militar por el capitán Knollys, que llegó al río en enero de 1927.
Se sitúa a aproximadamente 275 km por carretera al este de Yuba, la capital y la ciudad más grande del país. Se encuentra a unos 677 metros sobre el nivel del mar.

## Transporte
La carretera principal desde Lokichogio, Kenia a Yuba pasa por Kapoeta. La ciudad también dispone de un pequeño aeropuerto.

## Cultura
Kapoeta está habitada mayoritariamente por el grupo étnico Toposa. Los Didinga también viven en el área, pero son campesinos y tienden a habitar en los cerros fértiles y húmedos de la región, mientras que los Toposa, que son ganaderos, viven en las llanuras.

## Galería de imágenes

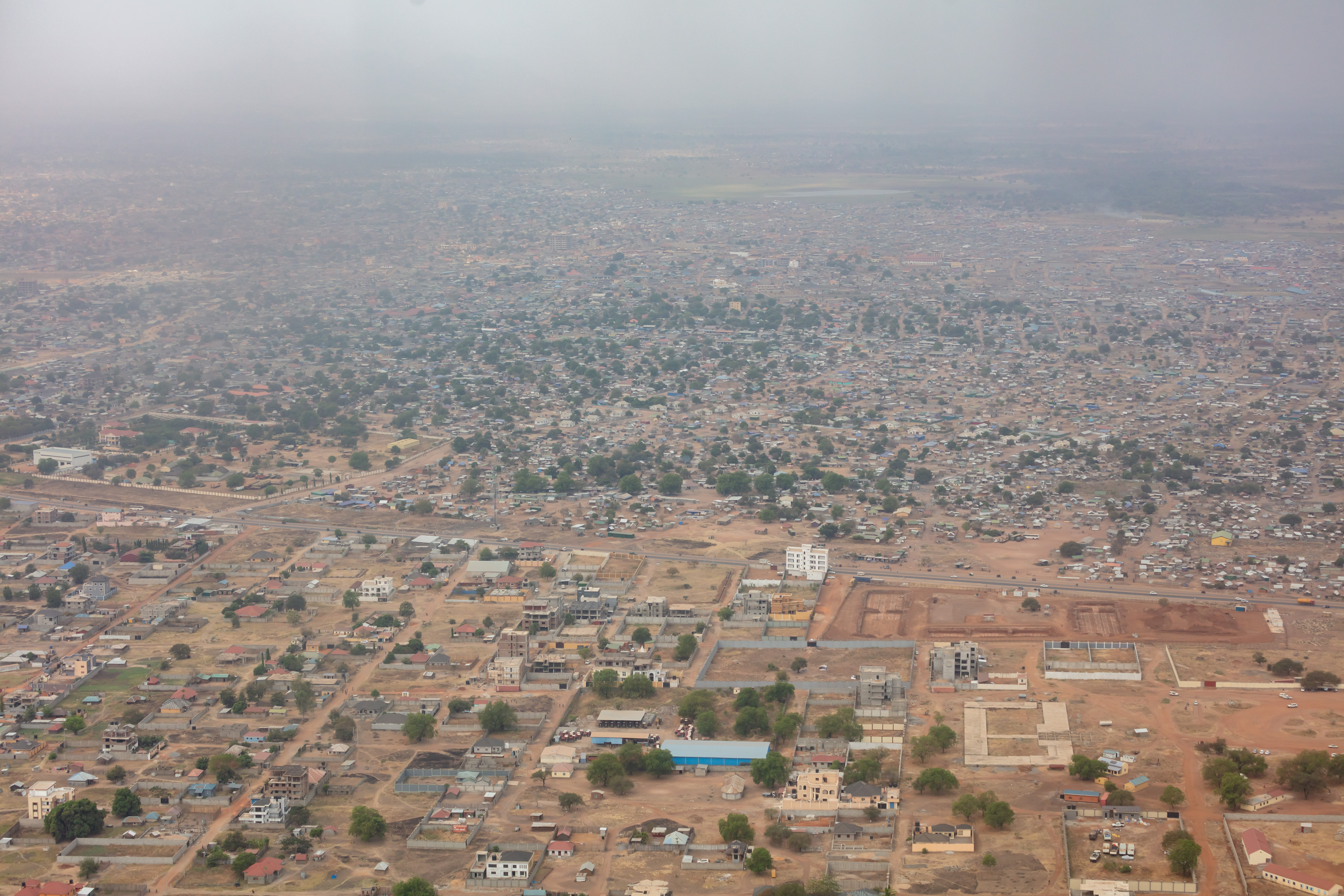
Vista aérea.
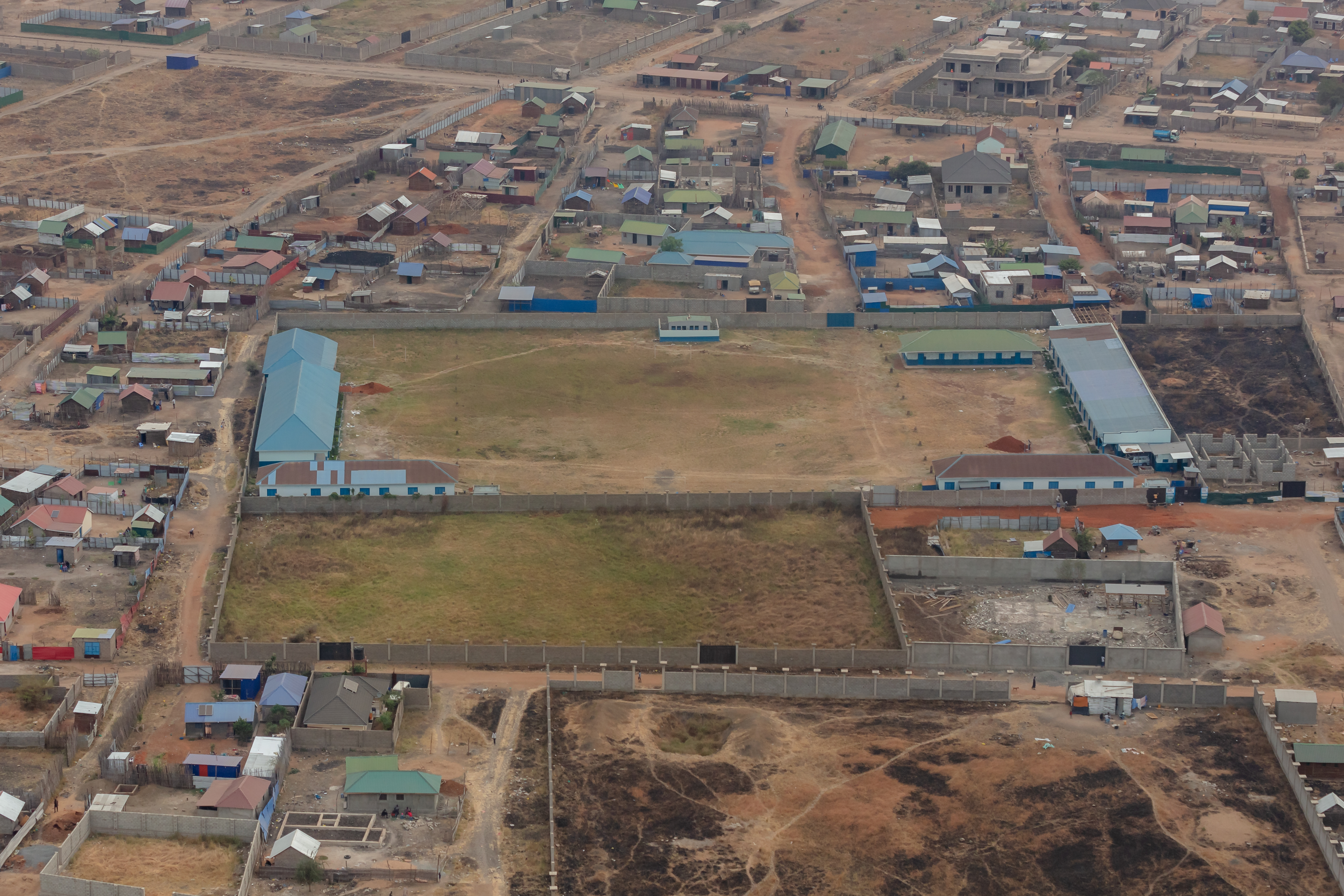
Estadio de fútbol.
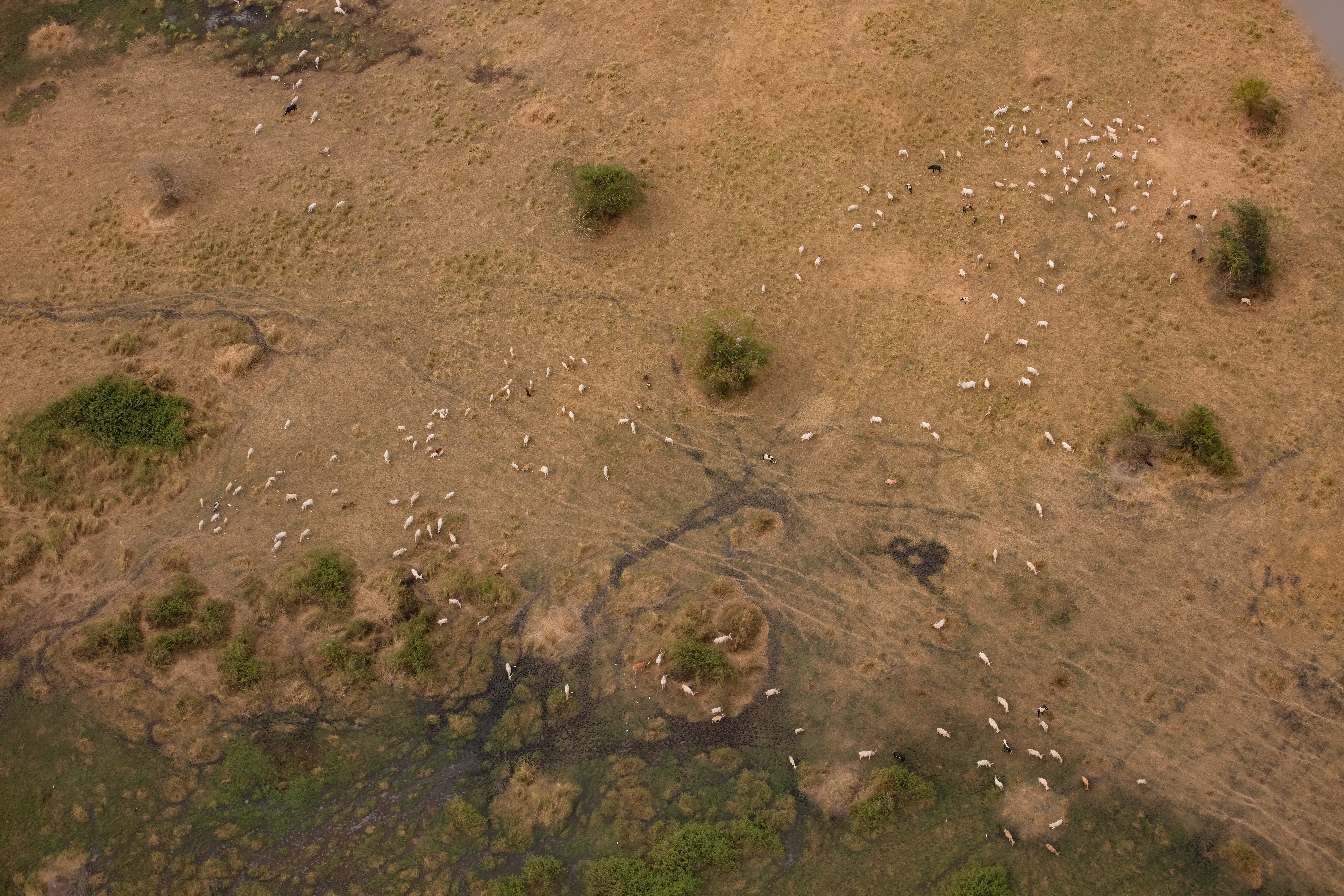
Ganado en la proximidades de Kapoeta.
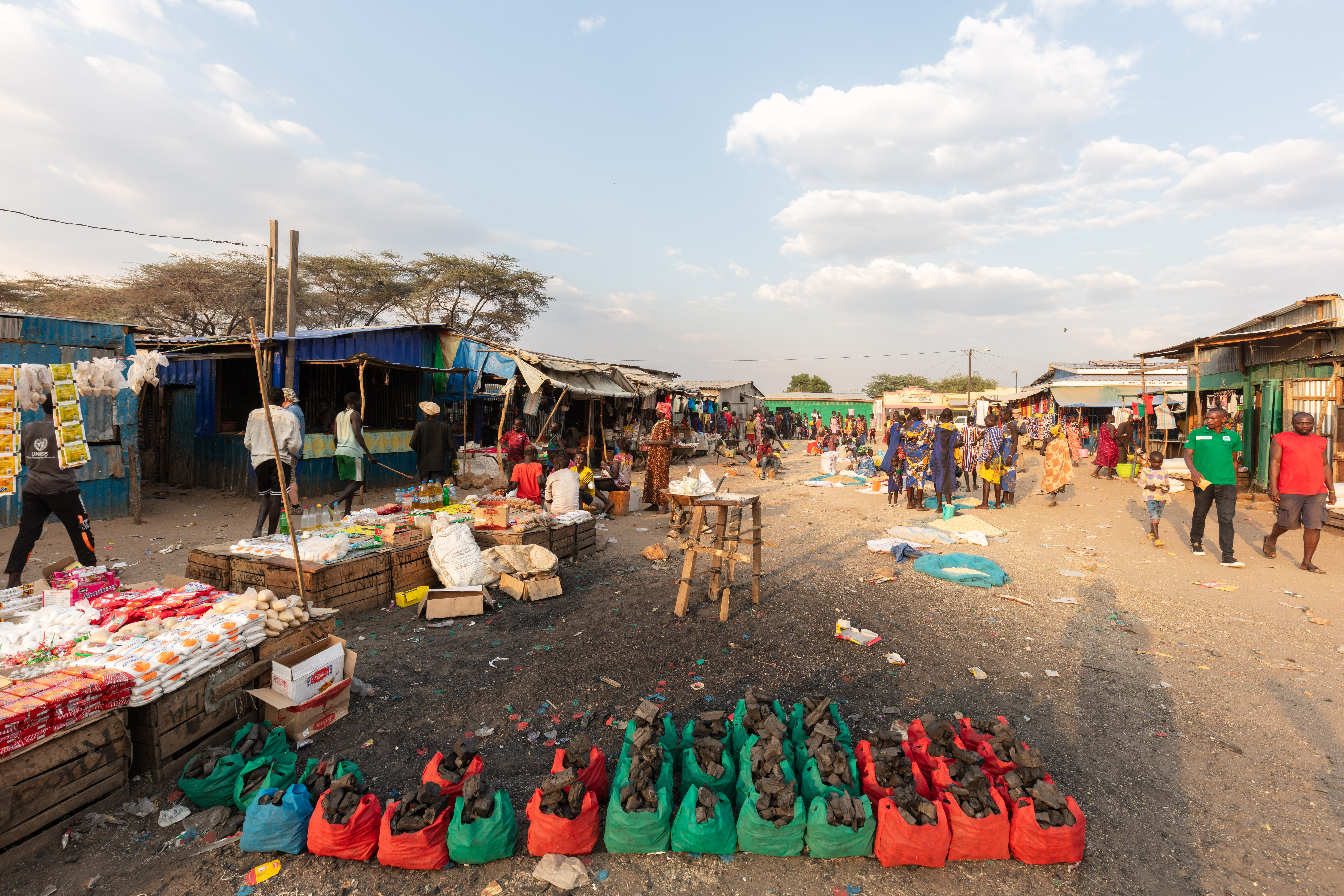
Mercado.
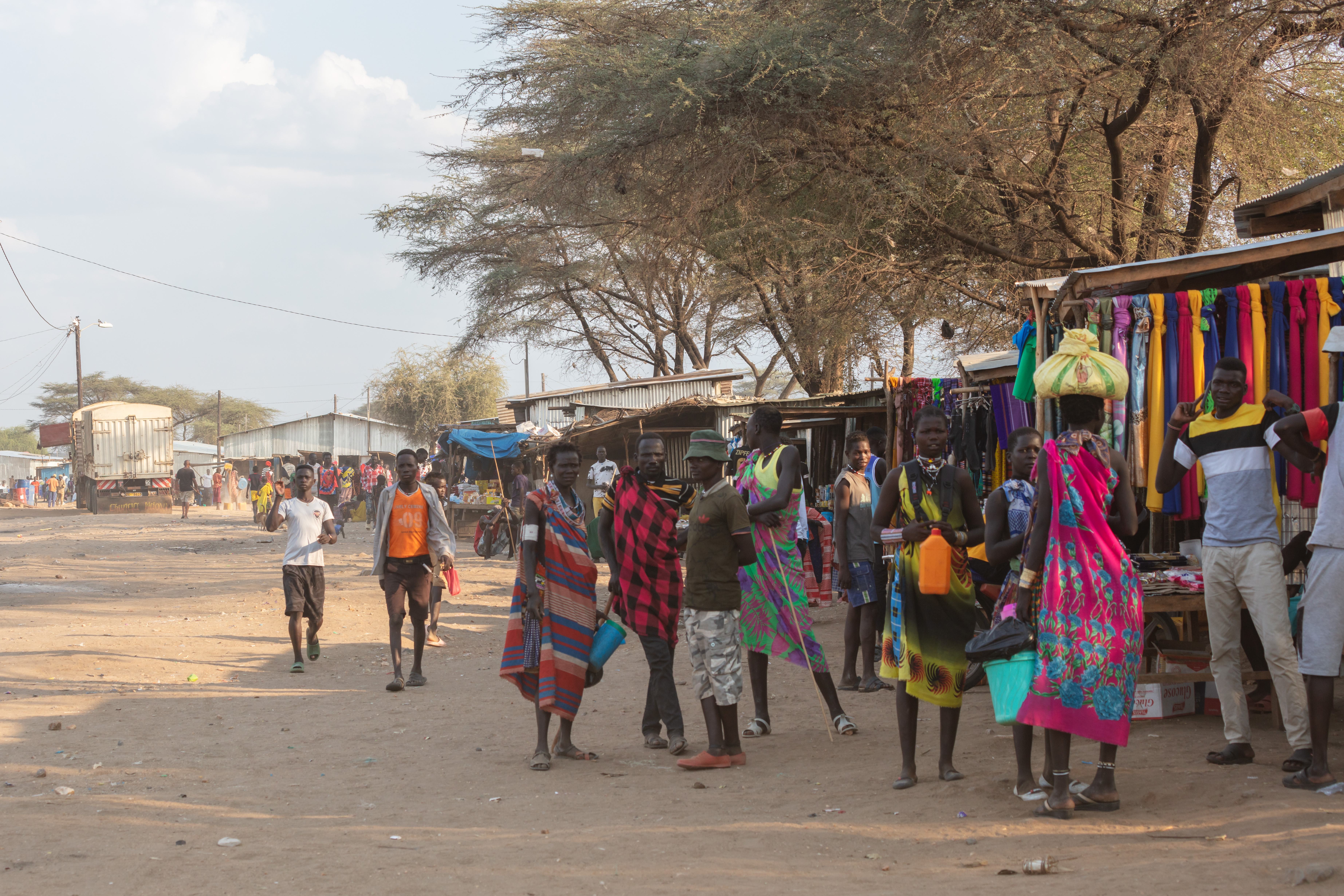
Calle en Kapoeta.

- Datos: Q1018945